# Justin Robinson (basket-ball, Grande-Bretagne)
Pour les articles homonymes, voir Justin Robinson.
Justin Robinson, né le 17 octobre 1987, à Brixton dans Londres, en Angleterre, est un joueur anglais de basket-ball. Il évolue au poste de meneur.